# Norgesmesterskapet 1996
La Norgesmesterskapet 1996 è la 91ª edizione della manifestazione. Si concluse il 27 ottobre 1996 con la finale all'Ullevaal Stadion tra Tromsø e Bodø/Glimt, vinta dai primi per 2-1. La squadra campione in carica fu il Rosenborg.

## Formula
La competizione fu interamente ad eliminazione diretta. Tutti i turni si svolsero in gara unica, fatta eccezione per le semifinali, e con eventuali tempi supplementari e calci di rigore.

## Calendario

### Primo turno
|                    | Risultato        |                | Data      |
| ------------------ | ---------------- | -------------- | --------- |
| Averøykameratene   | 0-3              | Molde          | 21 maggio |
| Hareid             | 2-3              | Hødd           | 21 maggio |
| Nybergsund         | 0-5              | Faaberg        | 22 maggio |
| Vardal             | 1-4              | HamKam         | 22 maggio |
| Snøgg              | 1-7              | Eik-Tønsberg   | 22 maggio |
| Eiger              | 1-0              | Klepp          | 22 maggio |
| Silsand/Omegn      | 2-3              | Mjølner-Narvik | 22 maggio |
| Sortland           | 4-1              | Grovfjord      | 22 maggio |
| Lyngen/Karnes      | 0-2              | Skjervøy       | 22 maggio |
| Fart               | 1-1 (1-4 d.c.r.) | Kongsvinger    | 23 maggio |
| Hærland            | 1-5              | Moss           | 23 maggio |
| Råde               | 0-2              | Stabæk         | 23 maggio |
| Grorud             | 0-5              | Skeid          | 23 maggio |
| Blaker             | 0-5              | Lillestrøm     | 23 maggio |
| Galterud           | 1-4              | Vålerenga      | 23 maggio |
| Åmot               | 1-7              | Strømsgodset   | 23 maggio |
| Langesund          | 0-2              | Start          | 23 maggio |
| Stavanger          | 0-4              | Viking         | 23 maggio |
| Austrheim          | 0-8              | Brann          | 23 maggio |
| Nidelv             | 0-9              | Rosenborg      | 23 maggio |
| Mo                 | 1-6              | Bodø/Glimt     | 23 maggio |
| Ulfstind           | 0-8              | Tromsø         | 23 maggio |
| Sprint-Jeløy       | 1-0              | Ullern         | 23 maggio |
| Rakkestad          | 0-1              | Kjelsås        | 23 maggio |
| Sarpsborg          | 0-1              | Falk           | 23 maggio |
| Østsiden           | 3-2              | Fredrikstad    | 23 maggio |
| Aurskog/Finstadbru | 0-7              | Jevnaker       | 23 maggio |
| Rælingen           | 2-3              | Lyn Oslo       | 23 maggio |
| Kolbotn            | 1-2              | Drøbak/Frogn   | 23 maggio |
| Frigg              | 1-2 (dts)        | Grei           | 23 maggio |
| Bærum              | 0-2              | Runar          | 23 maggio |
| Trysil             | 1-3              | Elverum        | 23 maggio |
| Raufoss            | 3-2 (dts)        | Strømmen       | 23 maggio |
| Sel                | 1-2              | Åndalsnes      | 23 maggio |
| Mjøndalen          | 3-2              | Drafn          | 23 maggio |
| Åssiden            | 1-2              | Ski            | 23 maggio |
| Flint              | 0-2              | Odd Grenland   | 23 maggio |
| Sandefjord         | 2-1              | Fossum         | 23 maggio |
| Larvik Turn        | 1-3              | Pors Grenland  | 23 maggio |
| Randesund          | 1-1 (4-5 d.c.r.) | Flekkefjord    | 23 maggio |
| Vindbjart          | 2-1              | Vigør          | 23 maggio |
| Ålgård             | 4-2              | Randaberg      | 23 maggio |
| Riska              | 0-11             | Vidar          | 23 maggio |
| Ulf-Sandnes        | 3-1              | Bryne          | 23 maggio |
| Vard Haugesund     | 1-0              | Stord          | 23 maggio |
| Kopervik           | 1-0              | Os             | 23 maggio |
| Ny-Krohnborg       | 1-3              | Fyllingen      | 23 maggio |
| Nymark             | 1-3              | Haugesund      | 23 maggio |
| Hovding            | 1-4              | Fana           | 23 maggio |
| Follese            | 1-8              | Åsane          | 23 maggio |
| Stryn              | 0-2              | Sogndal        | 23 maggio |
| Skarbøvik          | 3-2              | Aalesund       | 23 maggio |
| Kolstad            | 1-2              | Melhus         | 23 maggio |
| Nardo              | 7-1              | Orkdal         | 23 maggio |
| Orkanger           | 2-2 (5-4 d.c.r.) | National       | 23 maggio |
| Ranheim            | 1-2              | Strindheim     | 23 maggio |
| Verdal             | 0-3              | Byåsen         | 23 maggio |
| Steinkjer          | 1-2              | Namsos         | 23 maggio |
| Stjørdals-Blink    | 1-2              | Fauske/Sprint  | 23 maggio |
| Gevir Bodø         | 0-3              | Stålkameratene | 23 maggio |
| Lofoten            | 1-1 (3-4 d.c.r.) | Harstad        | 23 maggio |
| Finnsnes           | 2-3              | Tromsdalen     | 23 maggio |
| Alta               | 2-1              | Porsanger      | 23 maggio |
| Ørsta              | 2-3              | Tornado        | 24 maggio |

### Secondo turno
|                | Risultato |                | Data      |
| -------------- | --------- | -------------- | --------- |
| Moss           | 3-2 (dts) | Sprint-Jeløy   | 12 giugno |
| Østsiden       | 0-6       | Skeid          | 12 giugno |
| Ski            | 2-3       | Vålerenga      | 12 giugno |
| Grei           | 1-4       | Kongsvinger    | 12 giugno |
| Kjelsås        | 0-6       | HamKam         | 12 giugno |
| Lyn Oslo       | 2-0       | Jevnaker       | 12 giugno |
| Elverum        | 3-2       | Drøbak/Frogn   | 12 giugno |
| Faaberg        | 1-4       | Stabæk         | 12 giugno |
| Raufoss        | 1-3       | Lillestrøm     | 12 giugno |
| Strømsgodset   | 3-2       | Sandefjord     | 12 giugno |
| Falk           | 3-2       | Mjøndalen      | 12 giugno |
| Runar          | 1-2       | Odd Grenland   | 12 giugno |
| Pors Grenland  | 0-5       | Eik-Tønsberg   | 12 giugno |
| Start          | 1-0       | Vindbjart      | 12 giugno |
| Flekkefjord    | 0-6       | Brann          | 12 giugno |
| Ulf-Sandnes    | 1-5       | Viking         | 12 giugno |
| Vidar          | 1-3 (dts) | Eiger          | 12 giugno |
| Haugesund      | 4-1       | Kopervik       | 12 giugno |
| Ålgård         | 1-2       | Fana           | 12 giugno |
| Åsane          | 2-0       | Vard Haugesund | 12 giugno |
| Fyllingen      | 4-0       | Skarbøvik      | 12 giugno |
| Tornado        | 1-3       | Hødd           | 12 giugno |
| Molde          | 5-0       | Orkanger       | 12 giugno |
| Åndalsnes      | 1-5       | Sogndal        | 12 giugno |
| Rosenborg      | 6-0       | Ranheim        | 12 giugno |
| Melhus         | 0-2       | Byåsen         | 12 giugno |
| Namsos         | 1-5       | Nardo          | 12 giugno |
| Mjølner-Narvik | 5-1       | Stålkameratene | 12 giugno |
| Fauske/Sprint  | 0-10      | Bodø/Glimt     | 12 giugno |
| Harstad        | 6-0       | Sortland       | 12 giugno |
| Tromsø         | 2-1       | Alta           | 12 giugno |
| Skjervøy       | 0-1       | Tromsdalen     | 12 giugno |

### Terzo turno
|              | Risultato |                | Data      |
| ------------ | --------- | -------------- | --------- |
| Vålerenga    | 2-0       | Fyllingen      | 26 giugno |
| Lillestrøm   | 0-1       | Falk           | 26 giugno |
| Skeid        | 3-1       | Harstad        | 27 giugno |
| Kongsvinger  | 2-0       | Elverum        | 27 giugno |
| Eik-Tønsberg | 2-3       | Stabæk         | 27 giugno |
| Odd Grenland | 0-1       | Strømsgodset   | 27 giugno |
| Eiger        | 1-4       | Start          | 27 giugno |
| Viking       | 3-1       | Haugesund      | 27 giugno |
| Brann        | 2-0       | Åsane          | 27 giugno |
| Fana         | 0-1       | Moss           | 27 giugno |
| Hødd         | 1-7       | Rosenborg      | 27 giugno |
| Byåsen       | 1-2       | Molde          | 27 giugno |
| Bodø/Glimt   | 2-1       | Mjølner-Narvik | 27 giugno |
| Tromsdalen   | 3-8 (dts) | Tromsø         | 27 giugno |
| HamKam       | 1-0       | Nardo          | 27 giugno |
| Sogndal      | 3-2       | Lyn Oslo       | 27 giugno |

### Quarto turno
|              | Risultato        |             | Data      |
| ------------ | ---------------- | ----------- | --------- |
| Falk         | 0-1              | Skeid       | 17 luglio |
| Tromsø       | 7-0              | HamKam      | 17 luglio |
| Molde        | 0-3              | Kongsvinger | 17 luglio |
| Start        | 2-2 (4-5 d.c.r.) | Moss        | 17 luglio |
| Stabæk       | 4-2              | Rosenborg   | 17 luglio |
| Vålerenga    | 2-1              | Viking      | 17 luglio |
| Strømsgodset | 2-0              | Sogndal     | 17 luglio |
| Bodø/Glimt   | 3-2              | Brann       | 17 luglio |

### Quarti di finale
|              | Risultato |             | Data      |
| ------------ | --------- | ----------- | --------- |
| Stabæk       | 1-5       | Bodø/Glimt  | 14 agosto |
| Moss         | 2-3       | Kongsvinger | 14 agosto |
| Strømsgodset | 0-2       | Vålerenga   | 14 agosto |
| Skeid        | 0-2       | Tromsø      | 14 agosto |

### Semifinali

#### Andata
|             | Risultato |            | Data         |
| ----------- | --------- | ---------- | ------------ |
| Kongsvinger | 1-5       | Bodø/Glimt | 21 settembre |
| Tromsø      | 0-0       | Vålerenga  | 22 settembre |

#### Ritorno
|            | Risultato |             | Data      |
| ---------- | --------- | ----------- | --------- |
| Bodø/Glimt | 2-0       | Kongsvinger | 2 ottobre |
| Vålerenga  | 0-3       | Tromsø      | 2 ottobre |

### Finale
| Arbitro: | Hauge (Bergen) |

|                        |           |             |
| Årst 79’ Rushfeldt 90’ | Marcatori | 55’ R. Berg |

| Tromsø | Bodø/Glimt |

#### Formazioni
| Tromsø (4-4-2)   |  |                     |     |    |
|                  |  |                     |     |    |
| POR              |  | Tor Andre Grenersen |     |    |
| DIF              |  | Jonny Hanssen       | 70’ | 1’ |
| DIF              |  | Arne Vidar Moen     |     |    |
| DIF              |  | Steinar Nilsen      | 46’ |    |
| DIF              |  | Morten Kræmer       |     |    |
| CEN              |  | Robin Berntsen      |     |    |
| CEN              |  | Bjørn Johansen      |     |    |
| CEN              |  | Per Egil Swift      |     |    |
| CEN              |  | Thomas Hafstad      |     |    |
| ATT              |  | Sigurd Rushfeldt    |     |    |
| ATT              |  | Ole Martin Årst     | 51’ |    |
| A disposizione:  |  |                     |     |    |
| DIF              |  | Bjørn Ludvigsen     | 70’ |    |
| DIF              |  | Stian Larsen        | 46’ |    |
| CEN              |  | Roar Christensen    |     |    |
| ATT              |  | Stein Berg Johansen |     |    |
| ATT              |  | Ole Andreas Nilsen  |     |    |
| Allenatore:      |  |                     |     |    |
| Terje Skarsfjord |  |                     |     |    |

| Bodø/Glimt (4-3-3) |  |                    |  |     |
|                    |  |                    |  |     |
| POR                |  | Rohnny Westad      |  |     |
| DIF                |  | Ola Haldorsen      |  |     |
| DIF                |  | Bent Inge Johnsen  |  |     |
| DIF                |  | Cato André Hansen  |  |     |
| DIF                |  | Andreas Evjen      |  | 30’ |
| CEN                |  | Runar Berg         |  |     |
| CEN                |  | Ørjan Berg         |  | 58’ |
| CEN                |  | Thor Mikalsen      |  |     |
| ATT                |  | Aasmund Bjørkan    |  |     |
| ATT                |  | Stig Johansen      |  |     |
| ATT                |  | Jan-Derek Sørensen |  | 77’ |
| A disposizione     |  |                    |  |     |
| ATT                |  | Terje Ellingsen    |  | 77’ |
| Allenatore:        |  |                    |  |     |
| Trond Sollied      |  |                    |  |     |